# Округ Елис (Канзас)
Округ Елис (енгл. Ellis County) је округ у америчкој савезној држави Канзас. По попису из 2010. године број становника је 28.452. Седиште округа је град Хејс.

## Демографија
Према попису становништва из 2010. у округу је живело 28.452 становника, што је 945 (3,4%) становника више него 2000. године.
| Група             | 2000.          | 2010.          |
| Белци             | 26.160 (95,1%) | 26.103 (91,7%) |
| Афроамериканци    | 183 (0,7%)     | 242 (0,9%)     |
| Азијати           | 225 (0,8%)     | 391 (1,4%)     |
| Хиспаноамериканци | 652 (2,4%)     | 1.299 (4,6%)   |
| Укупно            | 27.507         | 28.452         |